# Лодзька кіношкола
Державна вища школа кіно, телебачення і театру імені Леона Шиллера (пол. Państwowa Wyższa Szkoła Filmowa, Telewizyjna i Teatralna im. Leona Schillera, PWSFTviT — навчальний заклад, створений 8 березня 1948 року в Лодзі, який готує майбутніх режисерів, режисерів, кіно- та телеоператорів, монтажерів, сценаристів та інших кадрів для телебачення та кіно.
Державна вища школа кіно, телебачення і театру імені Леона Шиллера виникла 1958 року після об'єднання двох лодзьких навчальних закладів — Державної вищої кіношколи (утворена 1948 року, існували режисерське та операторське відділення) та Державної вищої акторської школи (утвореної 1949 року замість Державної вищої театральної школи у Варшаві, перейменовано 1954 року на Державну вищу театральну школу імені Леона Шиллера).

## Структура
- Акторський факультет — 4-річне навчання, після якого випускники отримують ступінь магістра мистецтва;
- Режисерський факультет — навчання триває 5 років, бакаларський та магістерський рівні, після останнього випускники отримують диплом магістра мистецтва;
- Операторський та телевізійний факультет. 4-річні магістерські студії присвячені операторській роботі в кіно та телебаченні. Також відбувається підготовка аніматорів, спеціалістів з спецефектів, фотографів;
- Факультет організації кіномистецтва — магістерські та післядипломні студії присвячені виробництву кіно- та телепродукції.

## Ректори
- ректор Державної вищої театральної школи у Варшаві розміщеної в Лодзі
  - 1946–1949 — Леон Шиллер
- ректори державної вищої акторської школи
  - 1949–1950 — Здзіслав Жиґульський
  - 1950–1952 — Казімеж Деймек
  - 1952–1954 — Ганна Малковська
- ректори Державої вищої театральної школи імені Леона Шиллера
  - 1954–1955 — Яніна Мечинська
  - 1955–1958 — Еміль Хаберський
- директори Вищої школи кіно і Державної вищої кіношколи
  - 1949–1951 — Єжи Тепліц
  - 1951–1952 — Чеслав Кацперський
  - 1952–1957 — Роман Ожоґовський

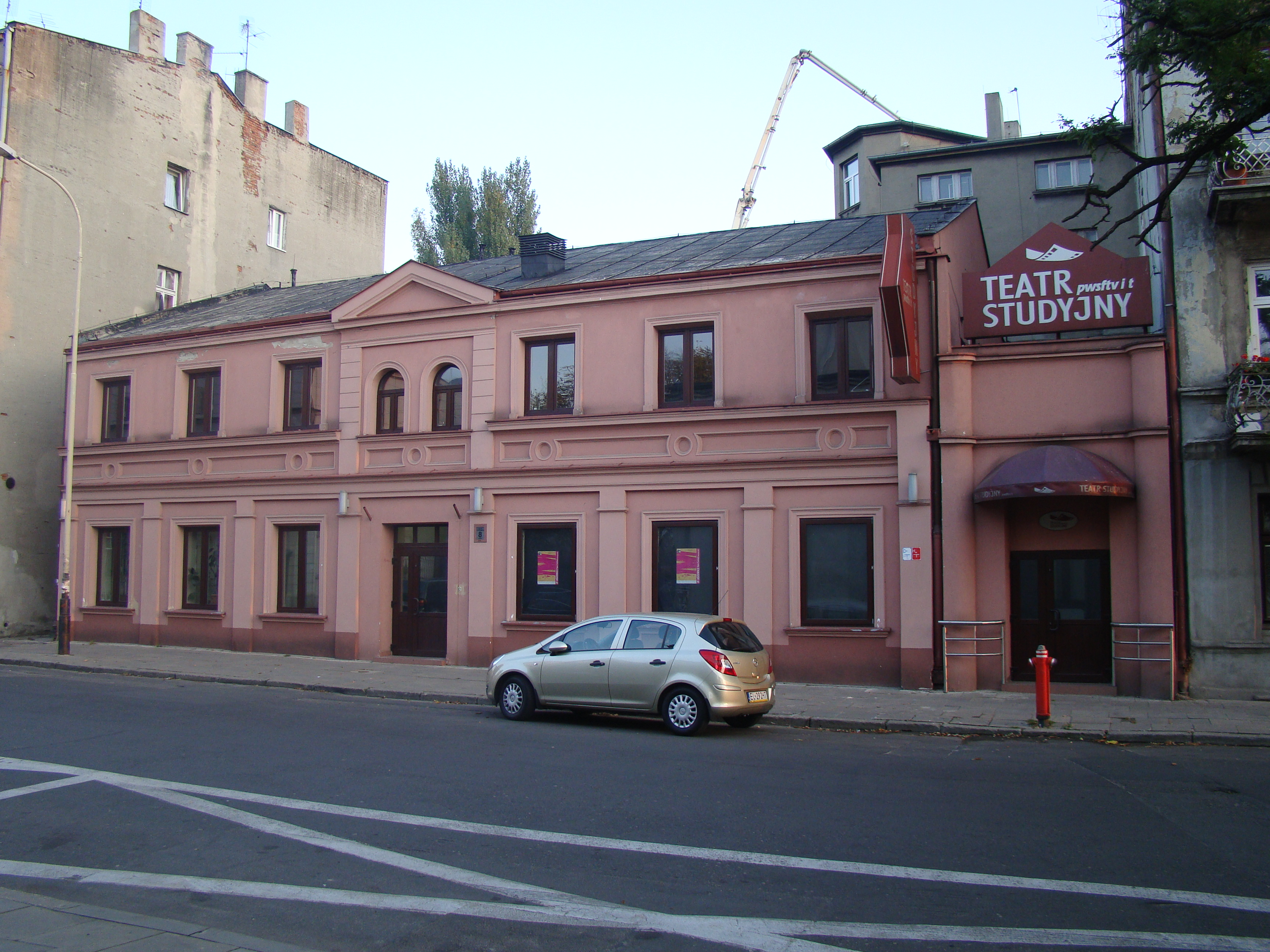
Навчальний театр

- ректори Державної вищої кіношколи і Державної вищої школи кіно і театру імені Леона Шиллера
  - 1957–1968 — Єжи Тепліц
  - 1968–1969 — Болеслав Лєвіцький
  - 1969–1972 — Єжи Котовський
  - 1972–1980 — Станіслав Кушевський
  - 1980–1982 — Роман Вайдович
  - 1982–1990 — Генрик Клюба
  - 1990–1996 — Войцех Єжи Гас
  - 1996–2002 — Генрик Клюба
  - 2002–2008 — Єжи Антоній Возняк
  - 2008–2012 — Роберт Ґлінський
  - 2012–2020 — Маріуш Ґжеґожек